# Uro (pyntegenstand)
 For alternative betydninger, se Uro. (Se også artikler, som begynder med Uro)
En uro er en pyntegenstand, som landalmuen tidligere hængte  under loftet i hjemmet, og som var i vedvarende bevægelse på grund af luftstrømninger.
Oprindelig var uroer lavet af halmstrå bundet sammen med tråd og dannende geometriske former (kuber, pyramider eller lignende). I nyere tid er uroer også lavet af andre materialer, for eksempel en let kegleformet paphat med udskårne stykker for at sikre bevægelse med tynde pinde og figurer af piberensere eller lignende hængende.
I ældre fiskerhjem hang en slags uro op af tørrede tangnål, der angiveligt drejede sig efter vindretningen som en vejrhane, selv om den hang indendørs.
Uroer i danske landbohjem er omtalt i 1700-tallet og 1800-tallet.